# Kaj Sierhuis
Kaj Sierhuis (* 27. April 1998 in Athen, Griechenland) ist ein niederländischer Fußballspieler. Der Stürmer steht bei Fortuna Sittard unter Vertrag.

## Kindheit
Kaj Sierhuis wurde am 27. April 1998 in Athen geboren, als sein Vater Präsident des Fußballklubs AEK Athen war. Die Familie kehrte in die Niederlande zurück, als Kaj vier Jahre alt war.

## Karriere

### Verein
Kaj Sierhuis hatte mit dem Fußballspielen beim WSV '30 in Wormer in der Provinz Noord-Holland begonnen, bevor er in die Jugendakademie von Ajax Amsterdam wechselte. Im August 2016 erhielt er einen Profivertrag und kam ab November 2016 vorerst in der zweiten Mannschaft zum Einsatz. In dieser Saison spielte er außerdem weiterhin für die A-Jugend in der Meisterschaft und in der UEFA Youth League. In der Saison 2016/17 wurde er Torschützenkönig der UEFA Youth League. In der Saison 2017/18 gehörte Sierhuis, mittlerweile den Nachwuchsmannschaften entwachsen, nicht immer zur Stammformation, schoss allerdings in 20 Einsätzen 14 Tore und wurde mit der Zweitvertretung von Ajax Zweitligameister, durfte allerdings nicht aufsteigen. Sein erstes Pflichtspiel für die Profimannschaft absolvierte Sierhuis am 25. Juli 2018 beim 2:0-Sieg im Hinspiel in der zweiten Qualifikationsrunde zur UEFA Champions League gegen den SK Sturm Graz.
Nachdem er in der Eredivisie zu lediglich zwei Einsätzen gekommen war, wurde er in der Winterpause der Spielzeit 2018/19 bis zum 30. Juni 2020 mit einer Kaufoption an den FC Groningen verliehen. Er erkämpfte er sich schnell einen Stammplatz und qualifizierte sich mit dem FC Groningen für die Play-offs um die Teilnahme an der dritten Qualifikationsrunde zur UEFA Europa League. Dort schieden die Groninger in der ersten Runde gegen Vitesse Arnheim aus.
Nach Ablauf der Leihe wechselte Sierhuis nach Frankreich zu Stade Reims. Dort kam er zunächst regelmäßig zum Einsatz, seine Einsatzzeiten verringerten sich aber ab Anfang 2021. Nachdem er noch zwei der ersten vier Ligaspiele für den Verein bestritten hatte, wurde er im August 2021 an Heracles Almelo ausgeliehen wurde. Nach 18 Ligaspielen mit einem geschossenen Tor und einem Pokalspiel verletzte er sich am 11. Februar 2022 im Spiel gegen FC Utrecht am vorderen Kreuzband und fiel für den Rest der Saison verletzt aus.
In der Saison 2021/22 gehörte er wieder zum Kader von Reims. Infolge der Verletzung konnte er erst ab Jahresanfang 2023 eingesetzt werden und kam so in dieser Saison zu 14 von 38 möglichen Ligaspielen sowie drei Pokalspielen mit zwei Toren. Dazu kam ein Spiel in der zweiten Mannschaft, in die National 2, der vierthöchsten Liga, spielt.
Anfang August 2023 wechselte Sierhuis zum niederländischen Erstligisten Fortuna Sittard, bei dem er einen Vertrag mit einer Laufzeit von drei Jahren unterschrieb.

### Nationalmannschaft
Kaj Sierhuis absolvierte drei Partien für die niederländische U16 (zwei Tore), und absolvierte am 24. März 2016 bei einer 0:2-Niederlage in einem Testspiel im südholländischen Lisse gegen Russland sein einziges Spiel für die U18. Für die niederländische U19-Nationalmannschaft kam Kaj Sierhuis zu zehn Einsätzen und vier Toren. Für die U20 (Beloftenelftal) spielte er in acht Partien (zwei Tore). Am 16. November 2018 gab Sierhuis bei einer 0:3-Niederlage in einem Testspiel in Offenbach am Main gegen Deutschland sein Debüt für die niederländische U21.